# Andriskos

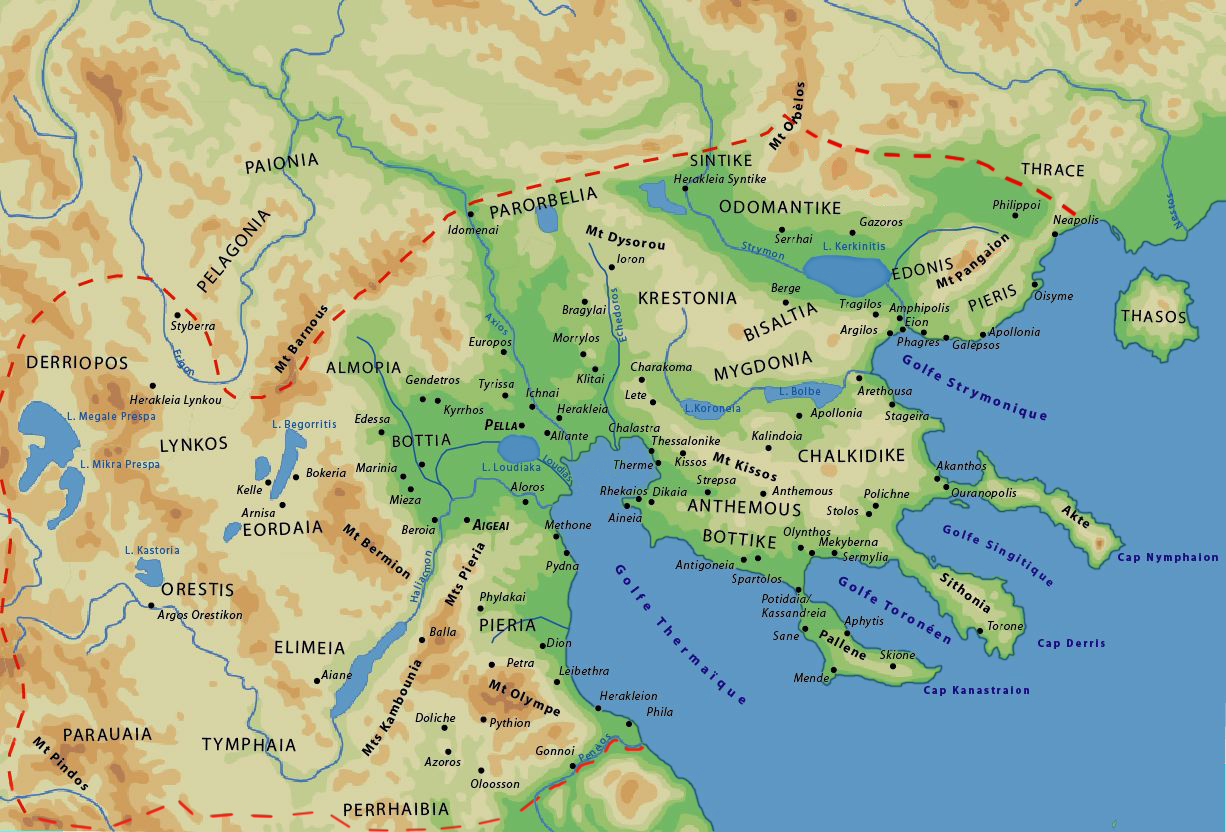
Das antike Makedonien

Andriskos (altgriechisch Ἀνδρίσκος Andrískos; * um 185 v. Chr.; † 146 v. Chr.) war ein Gerber aus Adramyttion. Ab 151 v. Chr. gab er sich als Sohn Perseus’, des letzten Königs von Makedonien, aus und usurpierte kurzzeitig die Königswürde. Philippos, der legitime Sohn des Perseus war zuvor gestorben. Weil Andriskos in dessen Rolle schlüpfte, wurde er auch Pseudophilippos genannt.

## Geschichtlicher Hintergrund
In der Schlacht von Pydna 168 v. Chr., die den dritten makedonisch-römischen Krieg (172–168 v. Chr.) beendete, hatten die Römer den Antigonidenkönig Perseus besiegt. Seitdem stand Makedonien unter römischem Einfluss. Die Unzufriedenheit der Bevölkerung im Anschluss an die Zerschlagung der makedonischen Selbständigkeit bildete vermutlich den Nährboden für den Aufstand des Andriskos, der in den vierten makedonisch-römischen Krieg (149–148 v. Chr.) mündete.

## Geschichtliche Abläufe
Da Andriskos zunächst in Makedonien kaum Anhänger fand, suchte er in Demetrios I. einen Verbündeten. Demetrius lieferte ihn allerdings an die Römer aus. Entweder konnte Andriskos fliehen oder er wurde von den Römern freigelassen, weil man von ihm keine Gefahr ausgehen sah. 149 v. Chr. tauchte Andriskos wieder in Makedonien auf, diesmal mit einer schlagkräftigen Truppe Thraker, vermutlich unterstützt von den thrakischen Machthabern Teres und Barsabas. Nachdem er den Prätor Publius Iuventius besiegen konnte, wurde er in Pella zum König ernannt. Durch einen weiteren Sieg über Publius Cornelius Scipio Nasica Serapio konnte er zunächst seine Herrschaft über Thessalien festigen und knüpfte Kontakte mit Karthago, das sich im dritten punischen Krieg mit Rom befand. Schließlich wurde nach einjähriger Herrschaft Andriskos 148 v. Chr. von Quintus Caecilius Metellus gefangen genommen und nach Rom gebracht. Metellus wurde für den Sieg über Andriskos der Titel Macedonicus verliehen, der besiegte Andriskos wurde im Triumphzug durch Rom geführt und 146 v. Chr. hingerichtet. Makedonien wurde zur römischen Provinz mit fester Besatzung erklärt.

## Antike Berichte
Diodor schreibt in seinem 31. Buch, dass der Söldner Andriskos in Aussehen und Alter eine große Ähnlichkeit mit Philippos, dem Sohn des Perseus, gehabt habe. Daher sei er von Freunden auch als Sohn des Perseus bezeichnet worden. Schließlich habe er behauptet, tatsächlich von Perseus abzustammen, was viele Leute geglaubt hätten. Demetrius selbst habe ihn zunächst für einen Spinner gehalten. Da sich die Menge aber für Andriskos starkgemacht habe, habe er ihn schließlich verhaftet und nach Rom überliefert. Auch Florus berichtet, dass Andriskos wegen seiner Ähnlichkeit mit Perseus’ Sohn üblicherweise Philippos genannt wurde (quia volgo Philippus ex similitudine Philippi Persae filii vocabatur). Weitere Angaben finden sich bei Velleius Paterculus.